# 張志豪 (1972年4月)
張志豪（1972年4月11日—），臺灣政治人物、台灣民眾黨黨員。輔仁大學護理學系畢業，現於國立臺灣大學管理學院就讀EMBA110級國企組。現任臺北市議會議員、臺北市義消、捷安國際服務董事長，曾任中華航空機師、中華民國海軍義務役少尉。民眾黨台北市議會黨團總召，民眾黨當然中央委員。

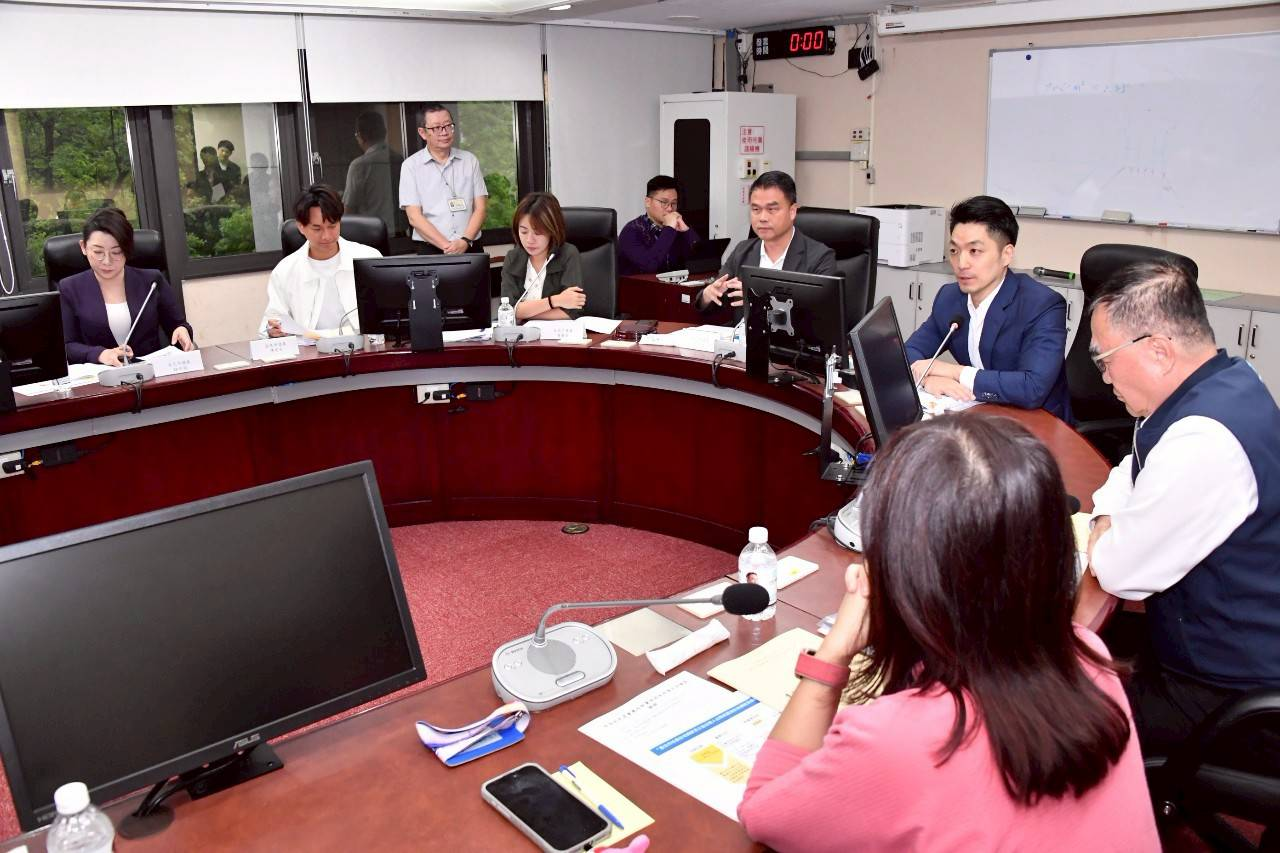
臺北市長蔣萬安向民眾黨北市議會黨團說明重大議案，中間是黨團總召張志豪。

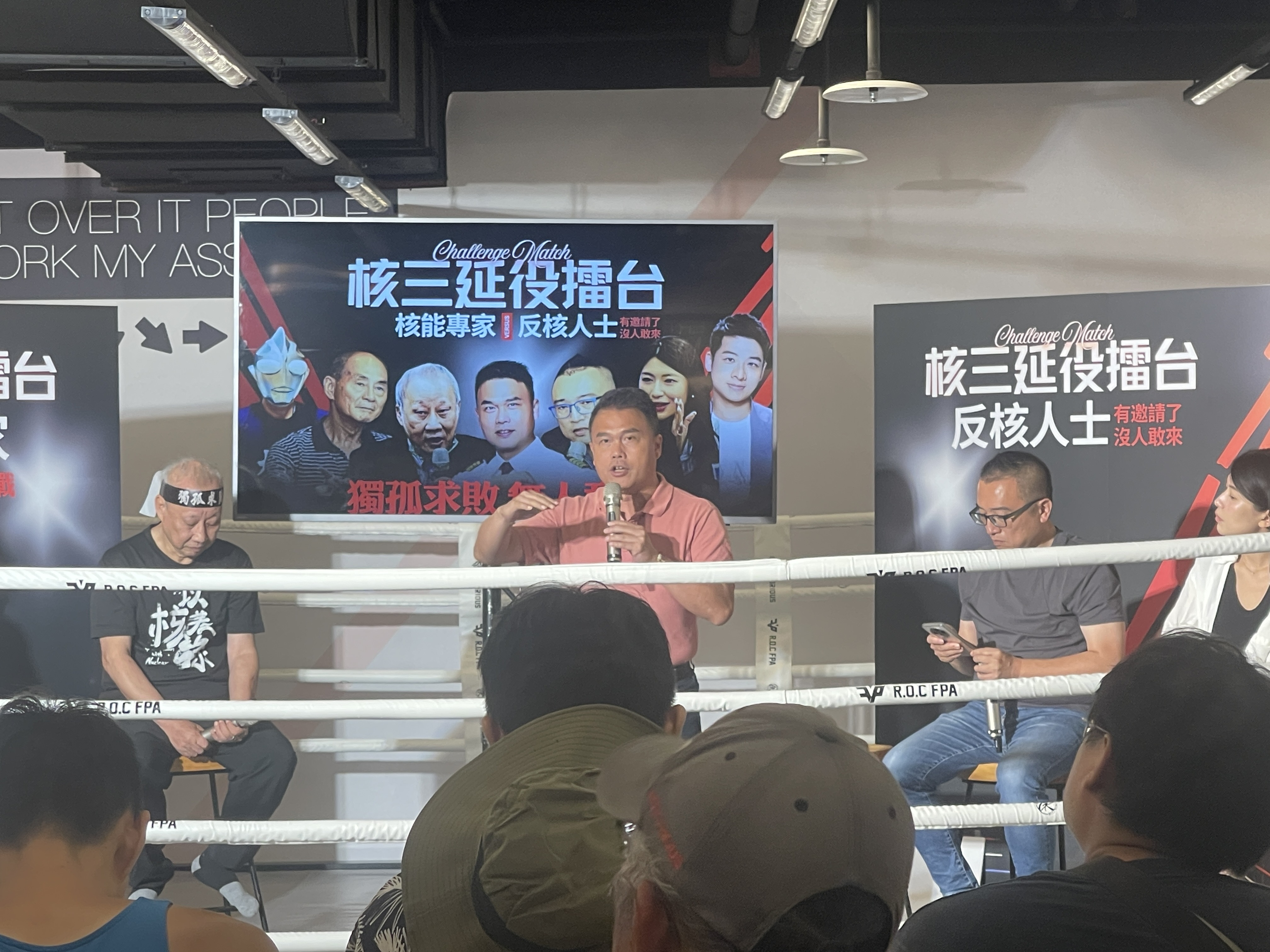
核三延役公投座談會其中一場，張志豪說明當中。

## 個人背景
張志豪出生於台北市大安區，求學時期就讀臺北城內的北教大附小、三張犁地區的大華國中（後遷址至桃園市楊梅區），高中考上板橋高中，隨後於輔仁大學醫學院完成護理系學士學業。畢業後加入中華民國紅十字會救護服務團，於臺北市政府消防局各分隊擔任救護志工，隨救護車出勤救護。1998年擔任台北市義消以來，曾在921大地震、桃園機場新航客機空難、台北林森錢櫃大火等重大災害現場從事救災活動，並於2020年獲聘為中華民國救助技術發展與諮詢協會理事長。

## 機師生涯
張志豪在華航任職期間，執飛過波音747-400、空中巴士A330-300、波音777-300ER機型，且擔任過前總統馬英九上任後、首度及二度出訪的總統專機機師。2019新冠病毒疫情爆發後，與財團法人旺英衛教基金會執行長黃詩鈞共同創辦捷安國際服務，投入國際旅遊醫療救援服務產業，積極與海外救援單位接洽連線，建構合作機制，成功協助過多起國際醫療救援或諮詢事件。

## 政治參與
2021年1月19日，獲台灣民眾黨中央委員會通過提名後，正式投入台北市第六選區（大安、文山區）議員選舉。
2022年11月26日，在2022年中華民國直轄市議員及縣市議員選舉中，以10,693票當選為台北市第六選區（大安、文山區）議員，以一千餘票之差，擊敗國民黨籍高揚凱，替台灣民眾黨贏取第四席。2023年3月，張志豪在個人社群媒體中貼出和職棒球員張志豪及民進黨新聞部主任張志豪的合成照，自嘲和另兩人同名同姓。球員張志豪知悉此事後，表達不想和政治扯上邊，希望對方撤照；議員張志豪得知後將合成照的張志豪改成黑色剪影，並致歉。

## 選舉紀錄
| 年度 | 選舉屆數               | 選舉區           | 所屬政黨   | 得票數 | 得票率 | 當選標記 | 備註 |
| ---- | ---------------------- | ---------------- | ---------- | ------ | ------ | -------- | ---- |
| 2022 | 第十四屆臺北市議員選舉 | 臺北市第六選舉區 | 臺灣民眾黨 | 10,693 | 3.75%  |          |      |

## 外部連結
- 張志豪的Facebook專頁
- 張志豪的Instagram帳戶